# Bruno Lage
Pour les articles homonymes, voir Lage.
Bruno Miguel Silva do Nascimento, plus connu sous le nom de Bruno Lage, est un entraîneur de footballeur portugais né le 12 mai 1976 à Setúbal. Il est l’actuel entraîneur du Benfica Lisbonne.

## Biographie
Après un passage en tant qu'entraîneur des jeunes du Benfica Lisbonne entre 2004 et 2012, il devient l'adjoint de Carlos Carvalhal à Sheffield Wednesday entre 2015 et 2018.
Il devient entraîneur de la réserve de Benfica pour la saison 2018-2019.
Après le limogeage de Rui Vitória, il est responsable l'équipe première, en tant qu'intérimaire, puis rapidement en tant qu'entraîneur titulaire.
Il est responsable de l'équipe qui reçoit le CD Nacional, le 10 février 2019, pour une victoire conséquente 10-0. Il remporte le championnat à l'issue de la saison, grâce à une remontée au classement que les supporters nommeront "a reconquista" en français "la reconquête".

## Palmarès d’entraîneur
Benfica Lisbonne
- Championnat du Portugal de football (1) : 2019
- Supercoupe du Portugal (2 ) : 2019 et 2025
- Coupe de la ligue (1) : 2025